# Sand (Nord-Odal)
Sand is een plaats in de Noorse gemeente Nord-Odal, provincie Innlandet. Sand telt 896 inwoners (2007) en heeft een oppervlakte van 1,31 km².